# Vegamot
Vegamot AS är en norsk vägtullsoperatör som ägs av Trøndelag och Møre och Romsdal fylkeskommuner. Företaget bildades i 1983 och har huvudkontor i Trondheim. Alla vägtullar i Norge har en vägtullsoperatör som ansvarar för finansieringen av vägprojektet. Rätten att kräva betalning av vägtullar beviljas när ett vägtullsavtal ingås med Statens vegvesen.
Vegamot är en av de regionala vägtullsoperatörerna som har etablerats till följd av Regeringen Solbergs vägtullsreform. Regeringen signerade nytt avtal med företaget den 18 augusti 2017. Vägtullsreformen har fyra delar - minskning av antal vägtullsoperatörer, att skilja utställar-/betalningsförmedlingsrollen från vägtullsoperatörerna, ett räntekompensationssystem för lån till vägtullsprojekt och en förenkling av avgiftsklass och rabattsystemet.
Alla Vegamots betalstationer är numer anpassade för automatisk betalning, och man använder ett system som går under namnet AutoPASS där man har en transponder i bilen. Innehavare av giltig AutoPASS eller annan Easygo-transponder (till exempel Brobizz) kan använda den för automatisk betalning i Autopass betalstationer genom Easygo-samarbetet. Den enda betalstationen kvar som inte använder Autopass är Atlanterhavstunneln. Tunneln finns inom regionen, men projektet har inte överförts till Vegamot.

## Projekt[7]

### Projekt i regionen
- Miljöpaketet Trondheim
- E6 Trondheim - Stjørdal
- Eksportvegen[8]
- Fv 714 Lakseveien
- Krinsvatn
- Namdalsprosjektet
- Fv17/Fv720 (Från december 2019)[9]
- E6 Vindåsliene (Från sommaren 2020)[10]